# Estaca (SUD)
Una estaca es una unidad administrativa compuesta por múltiples unidades de menor tamaño (barrios, o barrios y ramas) de varias denominaciones pertenecientes al movimiento de los Santos de los Últimos Días. Es comparable a una diócesis. El nombre de estaca deriva de un versículo bíblico encontrado en el libro de Isaías "Ensancha el sitio de tu tienda, y las cortinas de tus habitaciones sean extendidas; no escatimes; alarga tus cuerdas y fortalece tus estacas." En algunas ocasiones se hace alusión al nombre estaca como estaca de Sión.

## Historia de las estacas
La primera estaca de La Iglesia de Jesucristo de los Santos de los Últimos Días fue organizada el 17 de febrero de 1834, en el centro de la Iglesia en ese entonces: Kirtland, Ohio; siendo Joseph Smith el presidente de la estaca. La segunda estaca fue organizada en el condado de Clay, Misuri el 3 de julio del mismo año, con David Whitmer como presidente de la estaca. Luego, esta misma estaca fue reubicada en Far West (Misuri) en 1836, mientras que la de Kirtland fue disuelta en 1838.
Una estaca fue organizada en Adán-ondi-Ahmán en 1838 y se disolvió después de los acontecimientos de la denominada Guerra mormona. En 1839, la estaca central de la Iglesia fue establecida en Nauvoo, Illinois con William Marks como presidente. 
Subsiguientemente, se organizaron más estacas en la zona aledaña a Nauvoo en 1840. Después de la muerte Joseph Smith en 1844, hubo un cisma. Para 1846, todas las estacas existentes, incluyendo la de Nauvoo fueron descontinuadas como resultado del éxodo de la gran mayoría de los Santos de los Últimos Días hacia Utah.